# Kirill Kirilenko
Kirill Kirilenko (tiếng Belarus: Кірыл Кірыленка; tiếng Nga: Кирилл Кириленко; sinh 8 tháng 10 năm 2000) là một cầu thủ bóng đá Belarus. Tính đến năm 2017, anh thi đấu cho Dinamo Brest.